# 269252 Bogdanstupka
269252 Bogdanstupka este un asteroid din centura principală de asteroizi.

## Descriere
269252 Bogdanstupka este un asteroid din centura principală de asteroizi. A fost descoperit pe 27 august 2008 la observatorul astronomic din Andrușivka. Asteroidul prezintă o orbită caracterizată de o semiaxă mare de 3,14 ua, o excentricitate de 0,12 și o înclinație de 27,0° în raport cu ecliptica.